# Persone di nome David/Allenatori di calcio
| Questa pagina contiene informazioni ricavate automaticamente dalle voci biografiche con l'ausilio del template Bio e di un bot. L'aggiornamento è periodico e automatico e ricostruisce completamente la pagina. Se manca una persona in questa lista, sei pregato di non aggiungerla, ma accertati piuttosto che la sua voce biografica contenga il template Bio e che i dati anagrafici siano correttamente compilati. Se il template Bio manca, inseriscilo tu stesso o, in alternativa, metti l'avviso {{tmp\|Bio}} che ne segnala la mancanza. Se i dati riportati sono sbagliati, correggi direttamente la voce biografica; le modifiche saranno visibili in questa lista entro pochi giorni. Per chiarimenti vedi il progetto antroponimi. La lista contiene solo le 101 persone che sono citate nell'enciclopedia e per le quali è stato implementato correttamente il template Bio. Pagina aggiornata al 6 mag 2025. |

Questa è una lista di persone presenti nell'enciclopedia che hanno il nome David e sono allenatori di calcio.

## A(5)
- David Albelda, allenatore di calcio e ex calciatore spagnolo (Alzira, n. 1977)
- David Amaral, allenatore di calcio e ex calciatore spagnolo (Arico, n. 1958)
- David Artell, allenatore di calcio e ex calciatore gibilterriano (Rotherham, n. 1980)
- David Ashworth, allenatore di calcio inglese (Blackpool, n. 1867 - Blackpool, † 1947)
- David Pirri, allenatore di calcio e ex calciatore spagnolo (Sabadell, n. 1974)

## B(13)
- David Bacuzzi, allenatore di calcio e calciatore inglese (Islington, n. 1940 - Dublino, † 2020)
- David Balleri, allenatore di calcio e ex calciatore italiano (Livorno, n. 1969)
- Dave Barnett, allenatore di calcio e ex calciatore inglese (Birmingham, n. 1967)
- David Bell, allenatore di calcio e ex calciatore irlandese (Wellingborough, n. 1984)
- David Bettoni, allenatore di calcio e ex calciatore francese (Saint-Priest, n. 1971)
- David Bingham, allenatore di calcio e ex calciatore scozzese (Dunfermline, n. 1970)
- David Bičík, allenatore di calcio e ex calciatore ceco (Praga, n. 1981)
- Dave Bowen, allenatore di calcio e calciatore gallese (Maesteg, n. 1928 - Northampton, † 1995)
- David Bowman, allenatore di calcio e ex calciatore britannico (Tunbridge Wells, n. 1964)
- David Brocken, allenatore di calcio, dirigente sportivo e ex calciatore belga (Lier, n. 1971)
- David Burnside, allenatore di calcio e calciatore inglese (Kingswood, n. 1939 - Bristol, † 2009)
- David Busst, allenatore di calcio e ex calciatore inglese (Birmingham, n. 1967)
- David Byrne, allenatore di calcio e ex calciatore inglese (Londra, n. 1961)

## C(6)
- David Carabott, allenatore di calcio e ex calciatore maltese (Melbourne, n. 1968)
- David Catalá, allenatore di calcio e ex calciatore spagnolo (Barcellona, n. 1980)
- David Chilia, allenatore di calcio e ex calciatore vanuatuano (n. 1978)
- Dave Clements, allenatore di calcio e ex calciatore nordirlandese (Larne, n. 1945)
- David Cowling, allenatore di calcio e ex calciatore inglese (Doncaster, n. 1958)
- David Craig, allenatore di calcio e ex calciatore nordirlandese (Belfast, n. 1944)

## D(5)
- David D'Antoni, allenatore di calcio e ex calciatore italiano (Viterbo, n. 1979)
- Dave D'Errico, allenatore di calcio e ex calciatore statunitense (Newark, n. 1952)
- David Dei, allenatore di calcio e ex calciatore italiano (Bibbiena, n. 1974)
- David Di Michele, allenatore di calcio e ex calciatore italiano (Guidonia Montecelio, n. 1976)
- David Dunn, allenatore di calcio e ex calciatore inglese (Great Harwood, n. 1979)

## E(1)
- David Edgar, allenatore di calcio e ex calciatore canadese (Kitchener, n. 1987)

## F(2)
- Dave Farrington, allenatore di calcio e calciatore neozelandese (n. 1948 - † 2008)
- David Fiorentini, allenatore di calcio e ex calciatore italiano (Livorno, n. 1967)

## G(7)
- David Cubillo, allenatore di calcio e ex calciatore spagnolo (Madrid, n. 1978)
- David Gallego, allenatore di calcio e ex calciatore spagnolo (Súria, n. 1972)
- David Generelo, allenatore di calcio e ex calciatore spagnolo (Badajoz, n. 1982)
- Dave Gilbert, allenatore di calcio e ex calciatore inglese (Lincoln, n. 1963)
- David Gould, allenatore di calcio e calciatore scozzese (Galston, n. 1873 - † 1939)
- David Gray, allenatore di calcio e ex calciatore scozzese (Edimburgo, n. 1988)
- David Guion, allenatore di calcio e ex calciatore francese (Le Mans, n. 1967)

## H(10)
- Dave Halliday, allenatore di calcio e calciatore scozzese (Dumfries, n. 1901 - Dumfries, † 1970)
- David Hanssen, allenatore di calcio e ex calciatore norvegese (Tromsø, n. 1976)
- David Hay, allenatore di calcio e ex calciatore scozzese (Paisley, n. 1948)
- David Healy, allenatore di calcio e ex calciatore britannico (Killyleagh, n. 1979)
- David Hickson, allenatore di calcio e calciatore inglese (Salford, n. 1929 - Chester, † 2013)
- David Hodgson, allenatore di calcio e ex calciatore inglese (Gateshead, n. 1960)
- David Holoubek, allenatore di calcio ceco (Humpolec, n. 1980)
- David Hopkin, allenatore di calcio e ex calciatore scozzese (Greenock, n. 1970)
- David Horejš, allenatore di calcio e ex calciatore ceco (Prachatice, n. 1977)
- David Hubert, allenatore di calcio e ex calciatore belga (Uccle, n. 1988)

## I(1)
- David Irons, allenatore di calcio e ex calciatore scozzese (Glasgow, n. 1961)

## J(2)
- David James, allenatore di calcio e ex calciatore inglese (Welwyn Garden City, n. 1970)
- David Jeffrey, allenatore di calcio e ex calciatore nordirlandese (Newtownards, n. 1962)

## K(3)
- David Kelly, allenatore di calcio e ex calciatore irlandese (Birmingham, n. 1965)
- David Kemp, allenatore di calcio e ex calciatore inglese (Harrow, n. 1953)
- Dave Kitson, allenatore di calcio e ex calciatore inglese (Hitchin, n. 1980)

## L(3)
- David Langer, allenatore di calcio e ex calciatore ceco (Rýmařov, n. 1976)
- David Lilley, allenatore di calcio e ex calciatore scozzese (Bellshill, n. 1977)
- David Linarès, allenatore di calcio e ex calciatore francese (Lons-le-Saunier, n. 1975)

## M(8)
- David Mangnall, allenatore di calcio e calciatore inglese (Nantwich, n. 1905 - Penzance, † 1962)
- David Marraud, allenatore di calcio e ex calciatore francese (Jonzac, n. 1964)
- David Rocha, allenatore di calcio e ex calciatore spagnolo (Cáceres, n. 1985)
- David McLean, allenatore di calcio e calciatore scozzese († 1951)
- David Mémy, allenatore di calcio congolese (Repubblica del Congo)
- Dave Mitchell, allenatore di calcio e ex calciatore australiano (Glasgow, n. 1962)
- David Moyes, allenatore di calcio e ex calciatore scozzese (Glasgow, n. 1963)
- David Muta, allenatore di calcio e ex calciatore papuano (Port Moresby, n. 1987)

## N(5)
- David Nakhid, allenatore di calcio e ex calciatore trinidadiano (Port of Spain, n. 1964)
- David Nelson, allenatore di calcio e calciatore scozzese (Douglas Water, n. 1918 - West Haven, † 1988)
- David Nielsen, allenatore di calcio e ex calciatore danese (Skagen, n. 1976)
- David Notoane, allenatore di calcio sudafricano (Pretoria, n. 1969)
- David Nyathi, allenatore di calcio e ex calciatore sudafricano (Shatale, n. 1969)

## O(2)
- David O'Leary, allenatore di calcio e ex calciatore irlandese (Stoke Newington, n. 1958)
- David Oldfield, allenatore di calcio e ex calciatore inglese (Perth, n. 1968)

## P(5)
- David Patiño, allenatore di calcio e ex calciatore messicano (Città del Messico, n. 1967)
- David Phillips, allenatore di calcio e ex calciatore gallese (Wegberg, n. 1963)
- David Pizarro, allenatore di calcio e ex calciatore cileno (Valparaíso, n. 1979)
- David Provan, allenatore di calcio e calciatore scozzese (Falkirk, n. 1941 - † 2016)
- David Pugh, allenatore di calcio e ex calciatore irlandese (Sligo, n. 1943)

## R(3)
- David Revivo, allenatore di calcio e ex calciatore israeliano (Ashdod, n. 1977)
- David Robertson, allenatore di calcio e ex calciatore scozzese (Aberdeen, n. 1968)
- David Rodrigo, allenatore di calcio spagnolo (n. 1968)

## S(5)
- David Sesa, allenatore di calcio e ex calciatore svizzero (Dielsdorf, n. 1973)
- Dave Smith, allenatore di calcio e ex calciatore scozzese (Aberdeen, n. 1943)
- David Stefani, allenatore di calcio e ex calciatore italiano (Grosseto, n. 1975)
- Dave Stringer, allenatore di calcio e ex calciatore inglese (Great Yarmouth, n. 1944)
- David Suarez, allenatore di calcio e ex calciatore francese (Rodez, n. 1979)

## T(2)
- David Taylor, allenatore di calcio e ex calciatore britannico (n. 1965)
- Dave Tuttle, allenatore di calcio e ex calciatore inglese (Mortimer Common, n. 1972)

## U(1)
- David Unsworth, allenatore di calcio e ex calciatore inglese (Chorley, n. 1973)

## V(3)
- David Vandenbroeck, allenatore di calcio e ex calciatore belga (Eigenbrakel, n. 1985)
- David Vanole, allenatore di calcio, calciatore e giocatore di calcio a 5 statunitense (Redondo Beach, n. 1963 - Salt Lake City, † 2007)
- David Vavruška, allenatore di calcio ceco (n. 1972)

## W(8)
- David Wagner, allenatore di calcio e ex calciatore tedesco (Geinsheim am Rhein, n. 1971)
- Clive Walker, allenatore di calcio e ex calciatore inglese (Watford, n. 1945)
- David Watson, allenatore di calcio e ex calciatore inglese (Barnsley, n. 1973)
- David Wetherall, allenatore di calcio e ex calciatore inglese (Sheffield, n. 1971)
- David White, allenatore di calcio e calciatore scozzese (Motherwell, n. 1933 - Wishaw, † 2013)
- Geraint Williams, allenatore di calcio e ex calciatore gallese (Cwmparc, n. 1962)
- David Wilson, allenatore di calcio e ex calciatore inglese (Todmorden, n. 1969)
- David Woodfield, allenatore di calcio e calciatore inglese (Leamington Spa, n. 1943 - † 2025)

## Z(1)
- David Zitelli, allenatore di calcio e ex calciatore francese (Mont-Saint-Martin, n. 1968)